# Jean Debuf
Jean Léon Debuf conosciuto anche con il soprannome Hercule de la Vallée de la Lys, (Bousbecque, 31 maggio 1924 – Marcq-en-Barœul, 6 ottobre 2010) è stato un sollevatore francese.
Ha rappresentato la Francia ai Giochi olimpici estivi di Londra 1948, Helsinki 1952, Melbourne 1956 e Roma 1960. È stato alfiere nell'edizione australiana, in cui si è aggiudicato anche la medaglia di bronzo nella categoria dei pesi medio-massimi.